# Parvovirosis canina
La parvovirosis canina es una de las principales enfermedades virales caninas. Afecta principalmente a cachorros de perro, aunque también puede infectar a gatos, produciendo alteración de las vellosidades intestinales, manifestada clínicamente como diarrea sanguinolenta y maloliente, junto con un deterioro del estado físico e interno del animal.
El pronóstico es regular con un tratamiento un poco complicado para cachorros con la infección avanzada. La sintomatología del animal va a depender de la carga vírica que presente. Por ello es necesario un correcto diagnóstico y tratamiento precoz. Dicho tratamiento se basa en una dieta rica en electrolitos, junto con reposición intravenosa hidroelectrolítica, necesitando ingreso hospitalario inmediato en algunos casos.
Se recomienda la vacunación de los cachorros para prevenir la aparición de la enfermedad.

## Signos Clínicos
- Algunos elementos sintomáticos son jh:
  - Vómitos de consistencia espesa con espuma blanquecina verdes u otro tipo de tonalidad inicialmente que pasan a ser acuosos y abundantes con sangre.
  - Falta de apetito y deshidratación a ritmo rápido debido a la diarrea y vómito.
  - En casos graves, problemas en el corazón (sobre todo en cachorros menores a 6 meses).
  - Diarreas con o sin sangre (normalmente con sangre) y muy olorosas (sanguinolenta).
  - Una gran decaída anímica, tristeza, pocas ganas en la deambulación. Decaimiento.
  - Debilidad generalizada, problemas respiratorios o jadeos, ojos secos.
  - Fiebre alta (ésta es una de las claves para detectar la enfermedad con respecto a otras con los mismos síntomas)

La presentación más frecuente es la digestiva, al cursar con una gastroenteritis hemorrágica viral; el virus infecta las células intestinales (los enterocitos) y se replica produciendo necrosis y muerte celular, mecanismo responsable la sintomatología.

## Morbilidad
- Afecta a perros domésticos y callejeros, tanto de razas como mestizos. Existe alguna predisposición racial como dóbermans, pastor alemán, Yorkshire Terrier, Shih Tzu, Rottweiler, etc.
- Muy grave en cachorros de 1 a 6 meses.
- Provoca muerte por septicemia y deshidratación.
- Necesita atención veterinaria urgente.
- De pronóstico malo.

La parvovirosis afecta a los cánidos jóvenes a partir de las 6 semanas al perder la inmunidad maternal, es infrecuente en animales adultos porque ya están inmunizados por vacunación o infecciones subclínicas. Además, la patogenia del virus requiere la presencia de factores moleculares presentes solo en células en mitosis, por lo que es indispensable que el tejido a infectar esté en proliferación (como en el crecimiento, o las células del epitelio intestinal).
Hay determinadas razas caninas que son más sensibles a contraer el parvovirus; este es el caso de los Poodle toy, dóberman, dogo argentino, pinscher, rottweiler, springer spaniel ingleses, y según los estudios, los pitbull terrier americanos y los pastores alemanes y también los galgos ((choiueros))
, corren el riesgo de enfermarse con mayor gravedad en comparación con otras razas.
El periodo  de incubación aproximado es de 5 días. La fuente de contaminación es la materia fecal de los animales que han contraído la infección. Puede haber gran cantidad de virus en las heces fecales de los animales que sufren la enfermedad. El virus es resistente bajo condiciones climáticas extremas y puede sobrevivir durante largos períodos.
El parvovirus no es contagioso en humanos.

## Características del parvovirus
Los parvovirus son virus con cadenas de ADN típicamente lineal, no segmentado monocatenario, con un tamaño promedio del genoma de 5000 nucleótidos.
Los parvovirus son algunos de los virus más pequeños (de ahí el nombre, en latín, parvus, significa pequeño) y miden de 18-26 nm de diámetro.

## Sintomatología
La detección del parvovirus canino es posible realizarlo a través de los síntomas más comunes, de los cuales siempre se va a desarrollar alguno. 
- Falta de apetito
- Decaimiento
- Fiebre
- Diarrea con sangre no digerida (color rojo)
- Diarrea con sangre digerida (color morado o negro)
- heces con mal olor
- Vómitos
- Intolerancia al agua y la comida
- Dolores abdominales
- Deshidratación

Los cachorros más pequeños son los que más sufren de shock y muerte, pudiendo sobrevenir en cuestión de días después de haberse declarado el proceso. Esta enfermedad tiene una alta morbilidad y mortalidad. Con tratamiento, los índices de mortalidad se reducen notablemente.
La enfermedad es de incubación rápida y de curso agudo, o sea, el virus mata al animal en los primeros diez días; si no lo hace, el cachorro forma defensas inmunitarias y destruye el virus. Si a partir del momento que realiza la primera deposición con sangre, el cachorro sobrevive 7 días, es muy probable que sobreviva, siendo muy críticos los 4 primeros días que es cuando, generalmente, se produce el desenlace fatal, si al cuarto día el cachorro deja de vomitar, camina, empieza a mover la cola, hay esperanzas de que se salve, pero es una enfermedad muy grave que nunca se sabe ciertamente que va a pasar en esos diez días ya que puede decaer.
Otra forma de parvovirus mucho menos frecuente es la inflamación del corazón (miocarditis). Esta presentación ocurre sin sintomatología digestiva y la infección viral ocurre en las células musculares del corazón (miocardio), afecta a animales muy jóvenes (semanas), y es causa de muerte súbita, los cachorros que sobreviven pueden quedar con algún defecto cardíaco permanente.

## Diagnóstico
El veterinario puede dar su diagnóstico inicial basándose en los signos clínicos, pero solo después de haber tomado en consideración las demás causas que pudiese provocar el vómito y la diarrea (diagnóstico diferencial), muchas veces es necesario confirmar el diagnóstico mediante test de laboratorio (Por ejemplo, test ELISA en heces o un ensayo de hemaglutinación como recomienda la monografía 01/2008:0964 de la Farmacopea Europea). Se puede dar un diagnóstico diferencial entre parvovirus y la fiebre de Zika.

## Tratamiento
Al igual que en casi todas las infecciones víricas no hay tratamientos específicos: todos son sintomáticos, consiste principalmente en combatir los síntomas por ejemplo revertir la deshidratación, reponiendo los líquidos y electrolitos perdidos (ej. suero: Ringer lactato), controlando mediante medicación apropiada los vómitos y la diarrea y evitando las infecciones secundarias con la administración de antibióticos. Los perros enfermos deben mantenerse abrigados y con una buena alimentación, y deben separarse de otros perros. Es esencial la limpieza y desinfección de las áreas donde los perros se alojan para controlar la dispersión del virus. Principalmente administrar antiemeticos y antiácidos, además antidiarreicos y en lo posible los primeros dos días mantenerlos a dietas, para incorporarles comidas de a poco.
En los últimos años y a raíz del virus de influenza H1N1, numerosas declaraciones en la web mencionan que el uso de oseltamivir proporciona grandes mejorías contra el parvovirus, siendo vital que se administre antes de 48 horas desde que el virus se hace presente.
En febrero del 2010, un artículo de la universidad de Auburn menciona que el uso de oseltamivir contra el parvovirus no está claro, sin embargo les hace ganar peso y aunque se necesita más investigación al respecto (ya que sólo trabajaron con 35 perros) no se reportaron efectos secundarios adversos.

## Prevención
Es fundamental cumplir con el programa de vacunación, desparasitación y alimentación apropiada de los cachorros para que alcancen rápida y eficientemente la cantidad de anticuerpos, que su organismo necesita para defenderse de esta enfermedad.
- 6 semanas .......................................Parvovirus/Distemper
- 8 semanas .........................................Polivalente (Parvo, moquillo, hepatitis, parainfluenza, leptospira)
- 12 semanas.........................................Polivalente
- 16 semanas.........................................Polivalente
- 6 meses ...........................................Rabia/Leishmania
- Un año después de terminar el calendario de vacunación se refuerza con una vacuna séxtuple anual (y bacterinas de Leptospira y/o Bordetella en zonas con alta prevalencia de estas enfermedades cada 6 meses).

Hay que recordar que ninguna de estas vacunas pueden ser administradas al perro si no ha sido debidamente revisado por un Médico Veterinario, que asegure su completo estado de salud.
Hay que tener especial cuidado con los hábitats en que el animal enfermo se ha desenvuelto, ya que el virus permanece en el ambiente como mínimo unos 6 meses pudiendo persistir hasta 2 años en estado de latencia, a la espera de otro huésped. Existen muchos casos en que perros sanos se han contagiado con virus en lugares en que existieron perros contaminados después de dos años de acaecida la muerte de estos.
Finalmente si algún cachorro presenta parvovirosis, es aconsejable desinfectar el ambiente que comúnmente habita, con hipoclorito de sodio, o amonio cuaternario ya que tiene cierta sensibilidad a estas sustancias.

## Programa de vacunación
El programa de vacunación del animal variará según la edad a la que empecemos a vacunar dado que no es lo mismo vacunar a un cachorro de 6 semanas que a uno de 12 semanas.
Es importante que a la hora de vacunar el animal esté perfectamente sano y desparasitado porque cualquier bajada de las defensas puede causar que la vacuna no tenga el efecto que debería. Además hay que intentar vacunar a los cachorros con vacunas que tengan una carga antigénica alta dado que parte se inactivaran con los anticuerpos maternos a nivel sérico hasta las 16 semanas en la mayoría de los casos. Una vez los anticuerpos maternales hayan desaparecido a las 16 semanas de vida, el veterinario deberá aplicar la última dosis vacunal.
| EDAD PRIMERA VACUNACIÓN |           | REVACUNACIÓN 8-9 sem. | REVACUNACIÓN 12 sem. | REVACUNACIÓN 16 sem. |
| 6 SEM.                  | PUPPY DP  | DHP+L                 | DHP+L (R)            | P+KC                 |
| 8-9 SEM.                | DHP+L     | DHP+L                 | DHP+L (R)            | P+KC                 |
| >12 SEM.                | DHP+L (R) | DHP+L (R)             | DHP+L (R)            | DHP+L                |

| REVACUNACIÓN ANUAL |
| ------------------ |
| DHP+L, R, KC       |

Nota
P-Parvovirosis canina, D-Moquillo cánico, H-Hepatitis infecciosa, L-Leptospirosis, R-Rabia, KC-Traqueobronquitis infecciosa.